# 科維哈

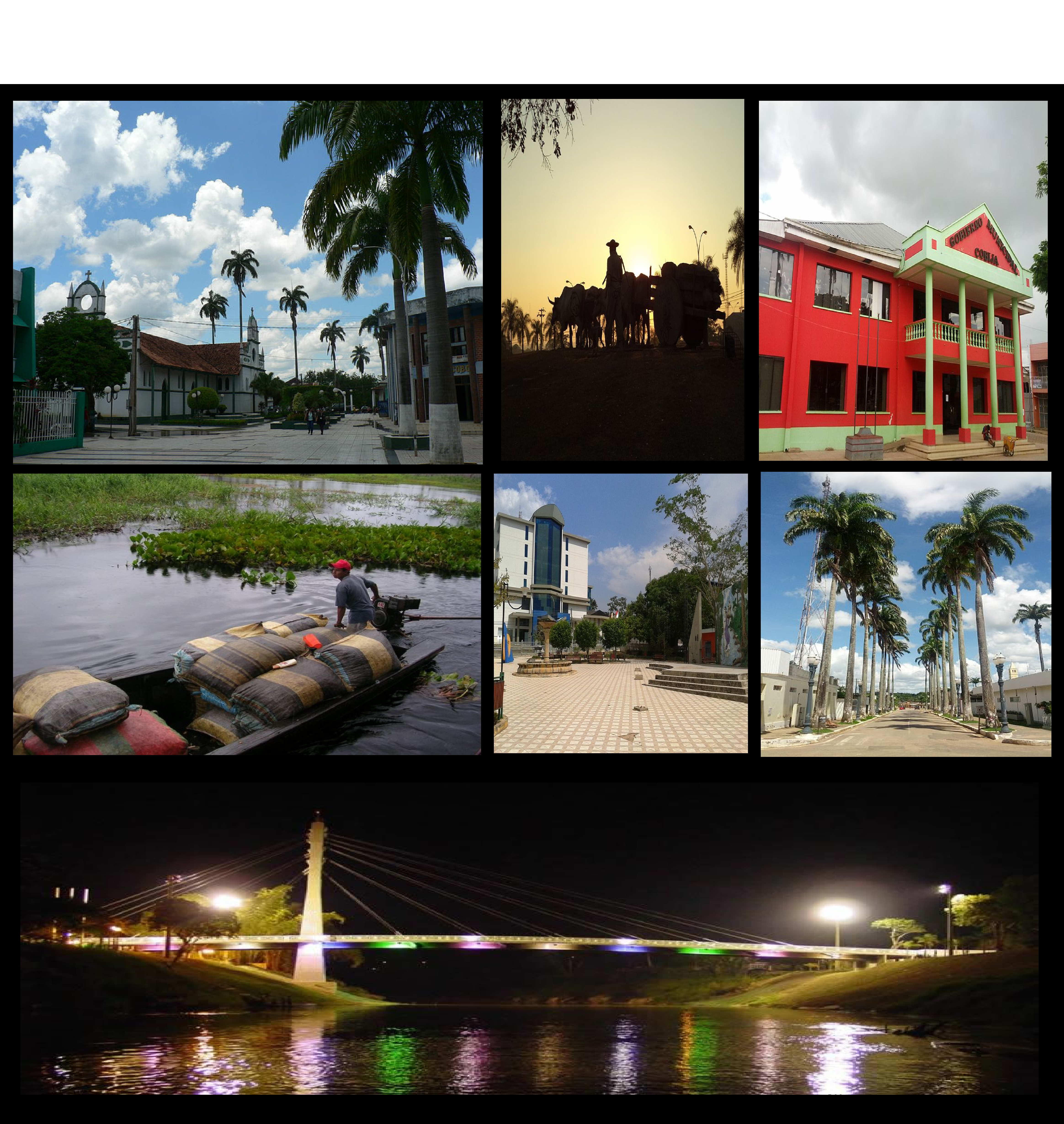
科維哈

科維哈（西班牙語：Cobija）是玻利維亞潘多省尼古拉斯·苏亚雷斯县的城市，为潘多省的省会，位於該國北部阿克里河畔，距離拉巴斯約600公里。该市面积为401平方公里，2024年人口数量为54,386人。
始建於1906年，原名巴伊亚港，1908年易今名，以纪念玻利维亚在成为内陆国之前所拥有的同名海港城市。

## 外部連結
- 官方网站  （西班牙文）
- Cobija Travel Guide （页面存档备份，存于）

11°02′S 68°44′W / 11.033°S 68.733°W